# Анна Білінська-Богданович
Анна Білінська, у шлюбі Білінська-Богданович, гербу Білінські (1857, Златопіль, нині в межах Новомиргорода — 18 квітня 1893, Варшава) — польська художниця українського походження. Більшість життя Білінська провела у Франції, де створила основну частину своїх картин, у тому числі всесвітньовідомі: «Автопортрет» (1887) та «Негритянка». Феномен творчості Анни Білінської схарактеризував її чоловік у вступному слові до книги про неї:
|  | Проте дивно, що її ніхто не знає. А висить там, де й Матейко, Брандт, Хелмонський… |

## Біографія
Народилась у Златополі (нині Україна), у сім'ї місцевого лікаря. Дитиною часто потрапляла і пригоди, які виховали відважний та рішучий характер. У 8 років, помітивши злодія, Анна прибігла схвильована до матері та закликала його прогнати. У 12 років переробила грубку, яка диміла. У 18 років спинила коней, коли візник випав з двоколки. В 1889 році у Парижі після відвідання Ейфелевої вежі стомлена прилягла, але крізь сон почувши зайшлого злодія, схопила його за комір, змусила підняти руки вгору і відвела у поліцію.
Деякий час родина жила в Києві, а з 1869 по 1871 рік — у Вятці. Тут Анна почала вчитися малювання у польського художника Міхала Ельвіро Андріолі, який відбував заслання за участь у польському повстанні 1863 року. У В'ятці познайомилася з братами Васнецовими та Павленковим.

### Навчання у Варшаві
Коли сім'я переїхала до Варшави, Анна з 1875 року серйозно захопилася музикою, багато часу віддавала грі на фортепіано, відвідуючи два роки клас Рудольфа Штробля у Варшавській консерваторії разом з братами Антонієм Сигізмундом та Влади́славом. Потім записалася на навчання у приватну рисувальну школу художника Войцеха Ґерсона. Тут познайомилася з Марією Ґажич, Анелею Віслоцькою, Клементиною Красовською, Софією Станкевич, Дзєконською. Уже в 1876 року почала виставлятися в Товаристві заохочення образотворчого мистецтва, перші роботи отримали схвальні відгуки критики, а Ґерсон цінував її задатки. 1878 року у Варшаві виставила картину «Мандрівний художник», яка засвідчила про незвичайність особистості художниці.

### Подорож Європою
На початку 1882 року супроводжувала хвору приятельку Клементину Красовську у закордонній подорожі, відвідала Краків, Берлін, Мюнхен, Зальцбург, Відень, Баден-Баден, північ Італії, а саме: Тревізо, Венецію, Трієст. Мандруючи Європою, Білінська писала у щоденнику: згадую милу серцю Русь, яка полонила серце і давала натхнення для роботи. Вона, розповідаючи про Україну одній зі своїх подруг пані Мур, намалювала їй в альбомі сценку — українська дівчина із сумом проводжає коханого козака. При цьому багато часу присвятила вивченню місцевих пам'яток, зокрема музеїв та галерей всесвітнього мистецтва. У Мюнхені її увагу привернули картини Арнольда Бекліна, там же відвідала майстерні польських художників: Вандалина Стржалецького, Александра Свешевського та Юзефа Брандта. У Старій пінакотеці розглядала роботи Рембрандта, Рубенса і Мурільйо. У Відні в Академії копіювала скульптури Мікеланджело, Сансовіно, Донателло. Одночасно познайомилася з Ейсмондом, Аксентовичем, Водзінським, Танським, Курелою, Шимановським, а також з Войцехом Грабовським, в якого закохалася.

### Творчість у Парижі
Коли з'явилася можливість поїхати до Парижа разом із Софією Станкевич, Анна Білінська довго не роздумувала. Попри попередні наміри навчатися у Кракові під керівництвом Яна Матейка, в листопаді 1882 року переїхала до Парижа, маючи в сумці 150 рублів, та розпочала навчання в Академії Жуліана. Після від'їзду Софії Станкевич та її матері залишилася в Парижі сама і поселилася за адресою: rue de la Tour d'Auvergne, будинок 19. Навчалася в майстерні для жінок під керівництвом Родольфа Жуліана та Тоні Робер-Флорі. Надалі розвиває таланту під егідою Тоні Робера-Флорі, Адольфа Бугро та Жуля Лєфебвра. У 1883 році також записалася до майстерні Олів'є Мерсона. Навчальні роботи Білінської визнавали вчителі, і 1883 року мисткиня отримала другу нагороду на конкурсі, організованому в Академії Жуліана. У 1884 році вперше виставляється у славнозвісному Салоні з портретом жінки, а в 1885 році отримує «Похвальний лист» за малюнок вугіллям, показаний на виставці «Чорне та біле». Серед багатьох інших у Парижі приятелювала з Юзефом Хелмонським та родиною старшого сина Адама Міцкевича Владислава. Часто відвідувала старенького історика Духінського, з яким розраджувала свій сум за Україною. Була у важких матеріальних обставинах, підробляла уроками малювання та музики, іноді знаходила покупців на свої картини (які ще тоді дуже мало цінувалися). 
Після смерті батька у липні 1884 року залишилася без засобів для існування. Родольф Жуліан звільнив її від оплати навчання, а невдовзі запропонував керувати однією з майстерень його студії. У жовтні 1884 року помирає приятелька Білінської Клементина Красовська (заповітом фінансово забезпечила свою приятельку). Дізнавшись в 1885 році про тяжкий перебіг хвороби її коханого Войцеха Грабовського, вирушає до Львова і перебуває з ним до останнього (помер від сухот 2 червня 1885 року). Переживаючи депресію, Анна Білінська на зламі 1885/1886 років проводить кілька місяців у Пурвілі в Нормандії під опікою художниці Марії Ґажич, з якою заприятелювала.

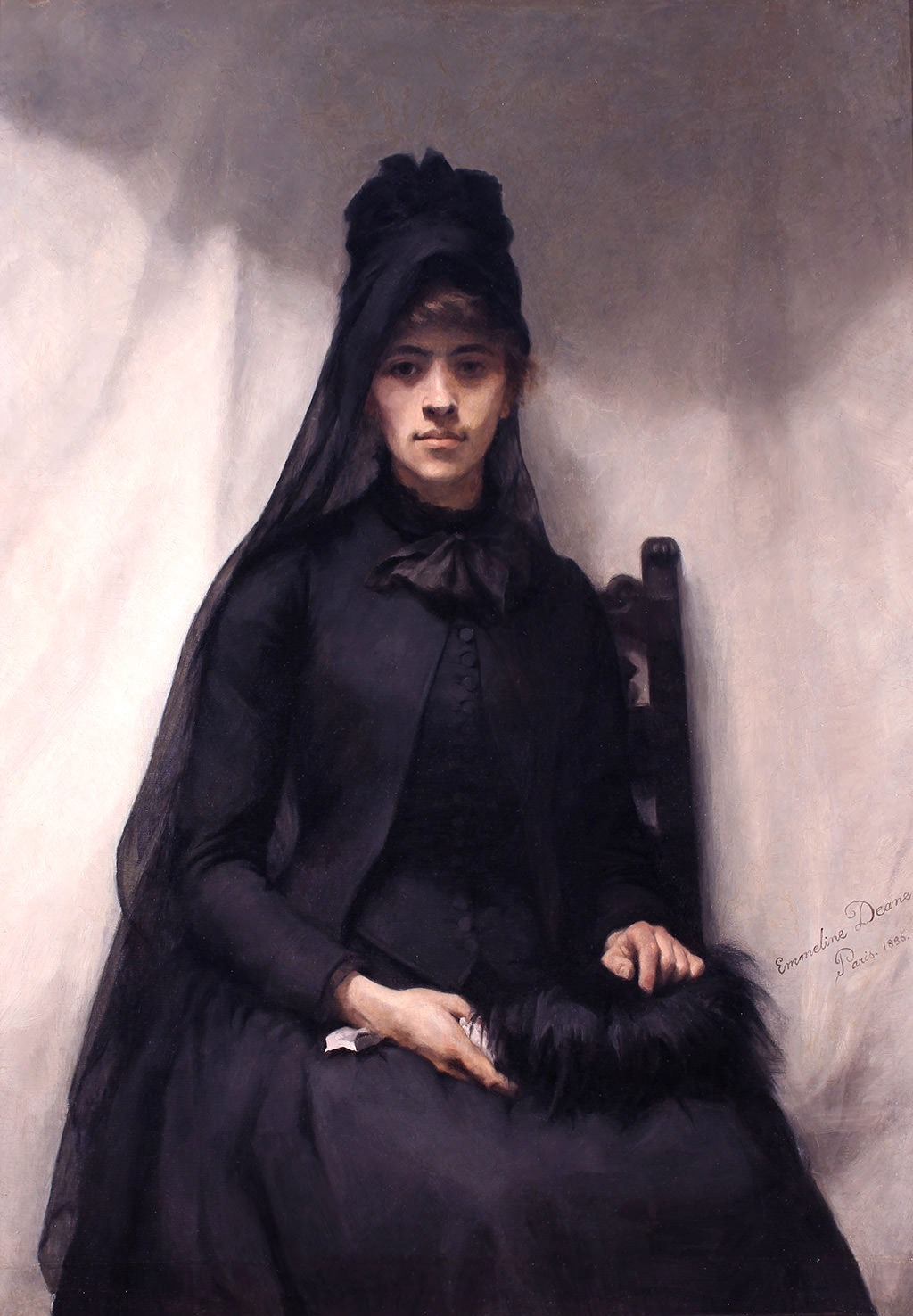
Е. Дін. «Анна Білінська» (1884)

У кінці лютого 1887 року в Промисловому Палаці (фр. Palais de l'Industrie) Парижа виставляє найсвіжіші роботи: «Негритянка», «Портрет молодої жінки», ескіз «Посмертний портрет Богдана Залеського» і акварель «Три литовські селянки».
У 1887 році пише та виставляє на загал картину «Автопортрет», за яку отримує золоту медаль паризького Салону, та срібну на Всесвітній виставці у 1889 році в Парижі (одночасно також отримала право виставлятися поза конкурсом). Картина з тріумфом експонується в Англії, після чого Білінську приймають у члени Лондонської Королівської академії мистецтв, а також у Польщі, Німеччині та США. Вона ледве встигає збирати нагороди. Відтоді репутація Білінської на світовій художній арені залишається незмінно високою.

### Сім'я
В червні 1892 року одружилася з лікарем Антоні Богдановичем. Її свідками були син Адама Міцкевича Владислав та учасник Січневого повстання полковник Юзеф Ґалензовскі, з боку нареченого — лікарі Ноель Гале та Йоахим Альбаран. Весілля Білінської було громадською подією такого кшталту, що її не оминула «Ле Фігаро» (не згадавши, проте, 10-ти років важкої хвороби мисткині на ревматизм). Після одруження взяла прізвище Білінська-Богданович.

### Фотодокументи

За працею. Бретань (1889)
В майстерні.[9]

### Останні роки
Одружившись, за кілька місяців Білінська переїздить з чоловіком назад до Варшави, відкривати школу для жінок, які прагнуть стати художницями. Але раптово 18 квітня 1893 року помирає від хвороби серця на 37 році життя. Похована на старому цвинтарі в Повонзках у Варшаві. Її чоловік видав книжку «Анна Білінська, жінка, полька і художниця у світлі її щоденника та відгуків світової преси». Похований поруч із дружиною.

## Нагороди
У 1887 — 1892 рр. отримує 9 медалей на найпрестижніших виставках від Академій мистецтв різних країн світу.
1891 рік — золота медаль на міжнародній виставці в Берліні.
1892 рік — орден Почесного легіону.

## Зв'язок з Україною
Більшу частину свого короткого життя Білінська провела у Франції. У зрілому віці художниця досить часто жартувала, що має темперамент козацький, а серце польки, та неодноразово в 1883–1886 рр. відвідувала Україну, в тому числі під час відвідин родини Красовських та Грабовського, які мешкали у Львові, однак відомостей, що вона була при цьому в Златополі, немає. Цілком ймовірно, що могла бути разом з батьком в Златопільському костьолі на вінчанні Івана Якоша та Теклі Лукашевич 7 січня 1874 року, де він був одним зі свідків та / або 25 вересня 1884 року разом з сестрою Евеліною, яка цього дня в Златопільському костьолі була хресною матір'ю для новонародженої Феліції в сім'ї Целестина та Емілії Прописавецьких. 14 жовтня 1883 року відвідала Софію Київську.

## Творчість

### Техніка, стилі та жанри

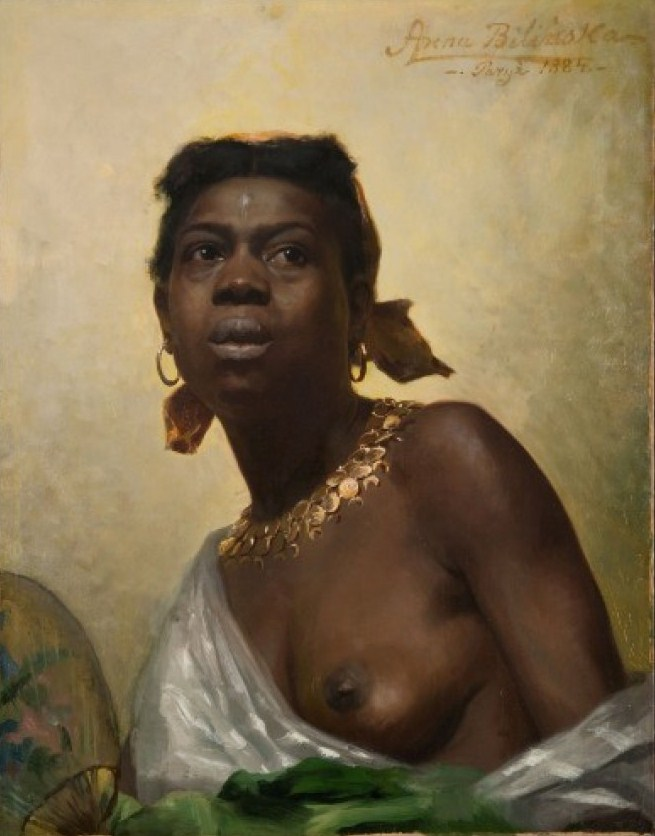
«Негритянка» (1884)

Анна Білінська у малярстві застосовувала такі техніки: акварель, олійний живопис, пастель. Була представницею реалістичного напряму в живописі, хоча в деяких її роботах відчувається вплив імпресіонізму. Була майстринею портрета, писала також натюрморти, картини на біблійну та морську тематику, жанрові сценки та пейзажі.

### Роботи
Число робіт сягає п'ятисот, сто з яких виставлялись перед широким загалом. Найбільшим успіхом користувалися такі картини:
- «Брати продають Йосипа» (1883), дошка, олія по ескізу олівцем, Національний музей у Варшаві
- «Постать напівоголеного в роботі» (1884), полотно, олія, 95 x 61 см, аукціон ДОРОТЕУМ
- «Портрет жінки» (18ХХ)
- «Негритянка» (1884), полотно, олія, 48,5 × 63 см, Національний музей у Варшаві
- «Автопортрет» (1887), полотно, олія, 90 х 117 см, Національний музей у Кракові
- «Вулиця Унтер-ден-Лінден» (1890), полотно, олія, 60 × 82 см, Національний музей у Варшаві

### Галерея

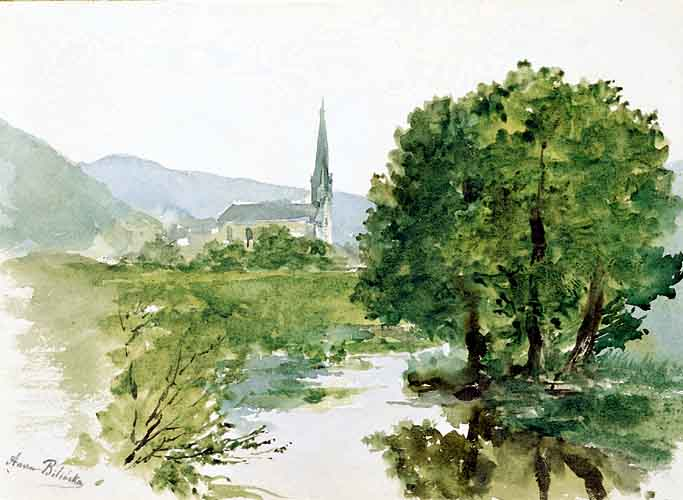
«Літній пейзаж з дорогою» (18XX)
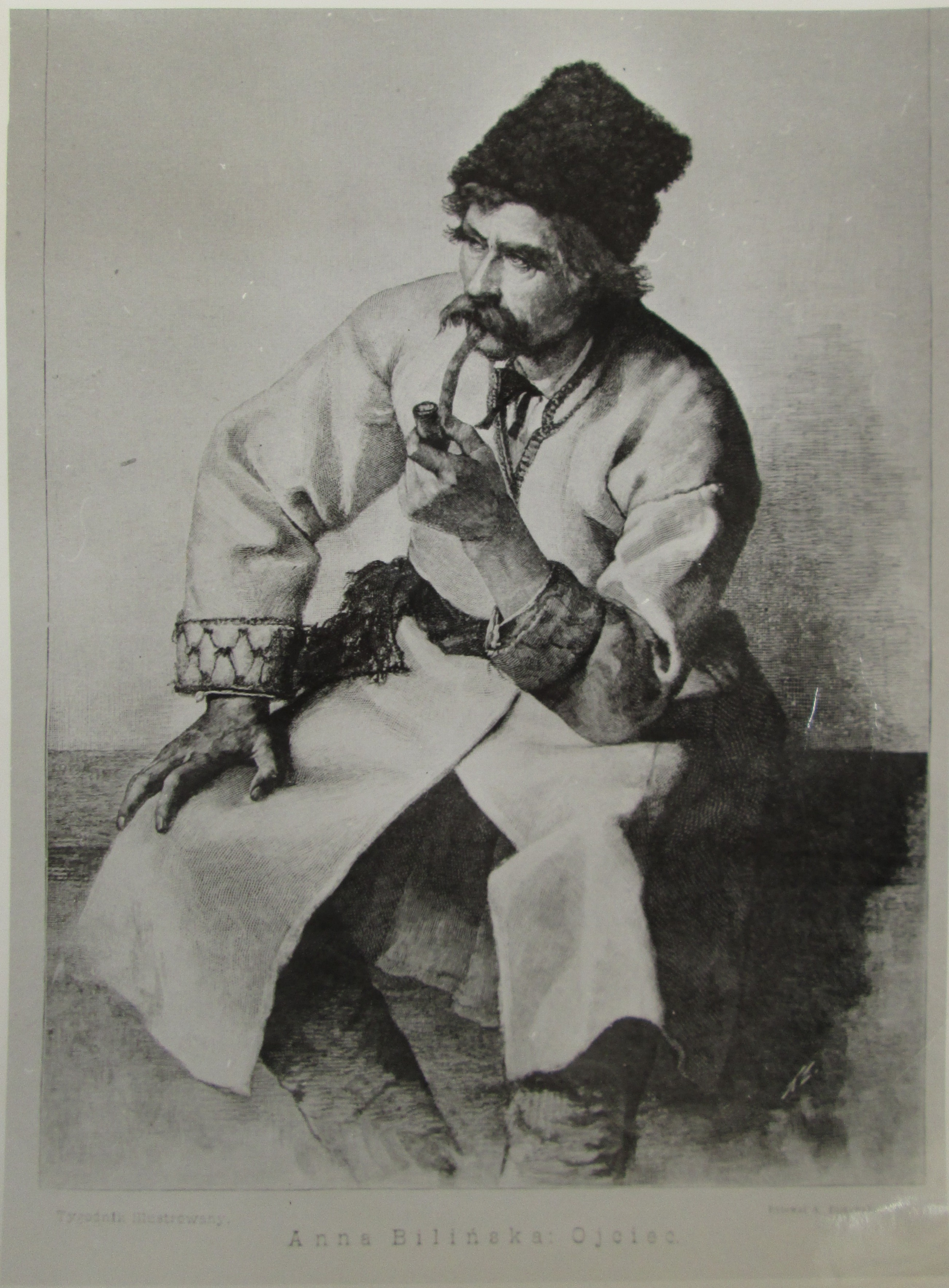
«Батько» (18XX)
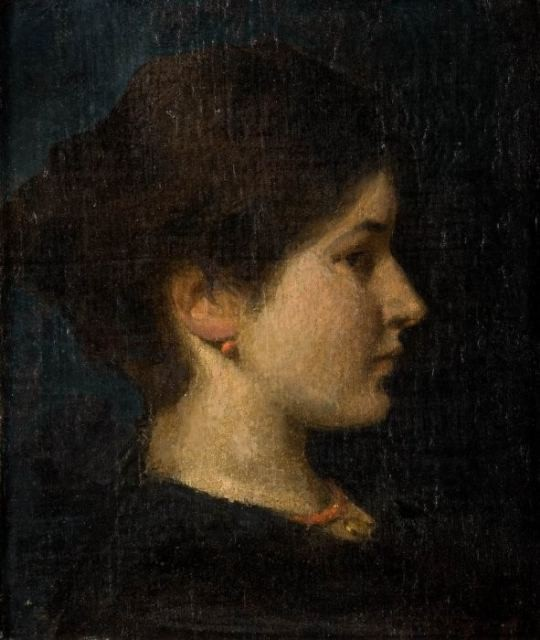
«Портрет жінки» (18XX)
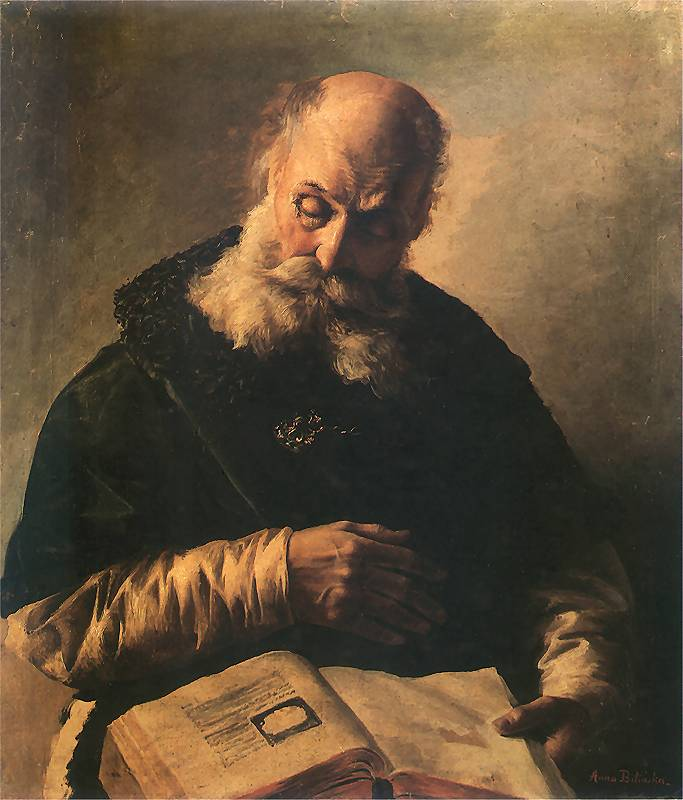
«Старий з книгою» (1880)
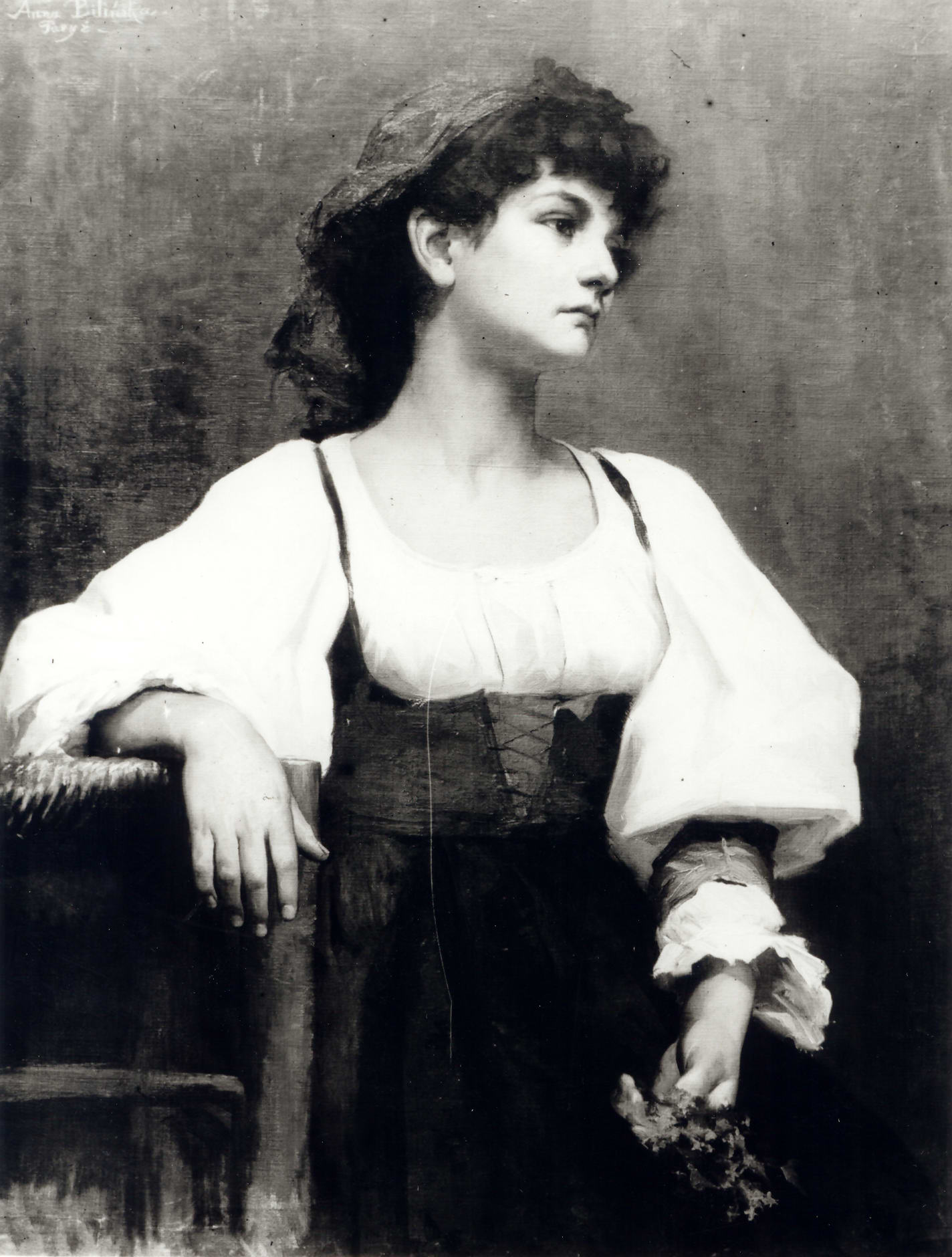
«Італійка» (1880)
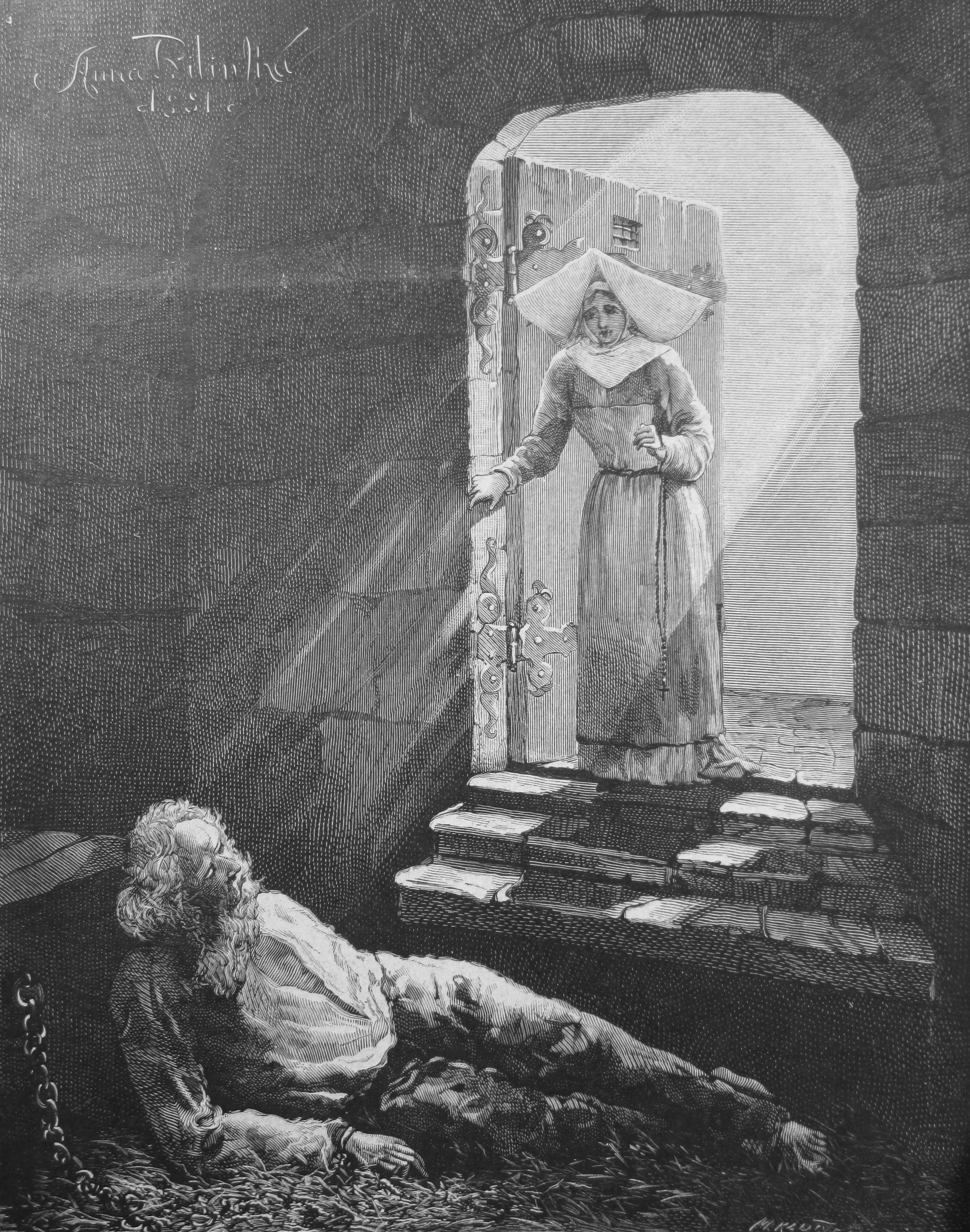
«Сестра милосердя» (1881)
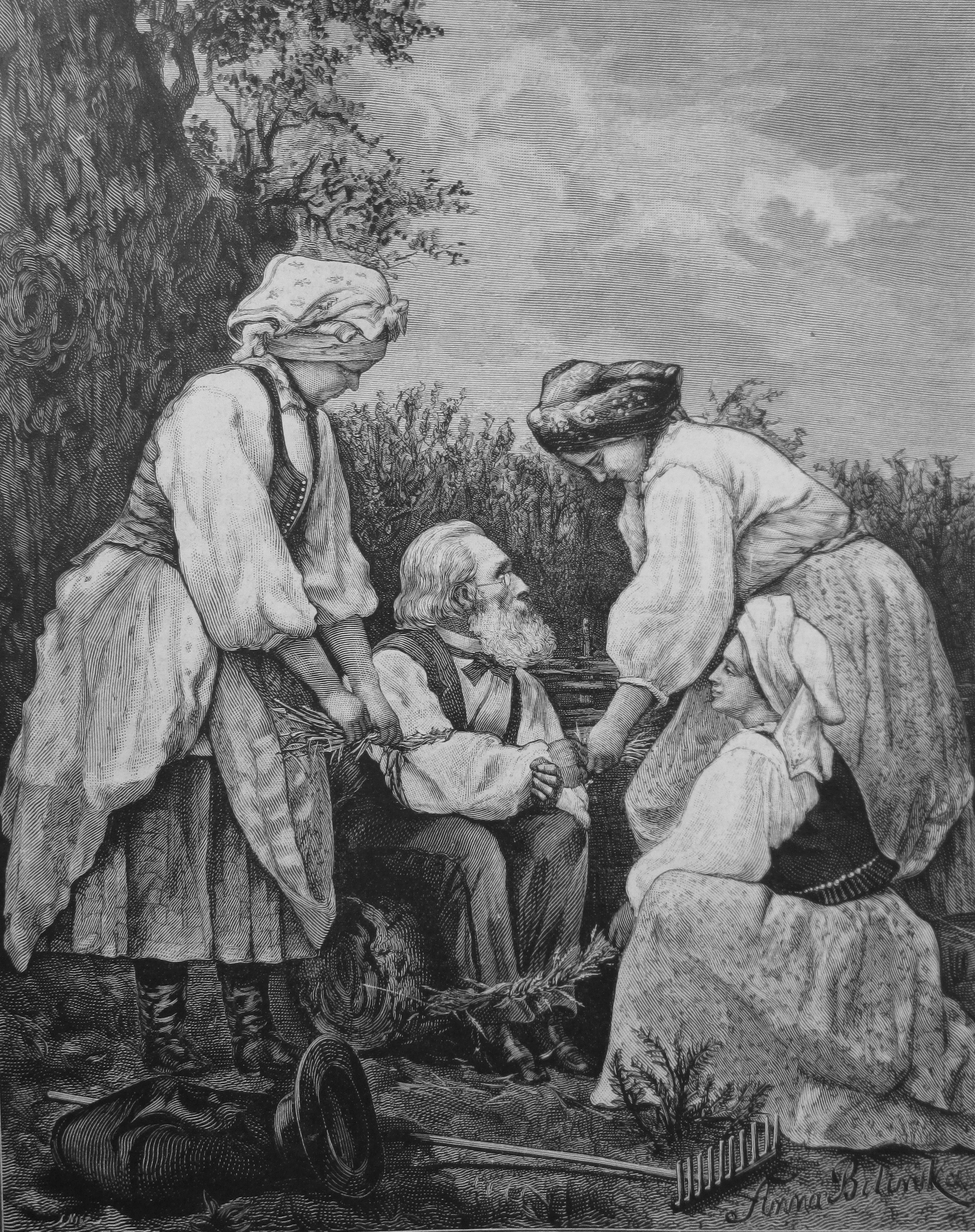
«Жнива у Краківському» (1881)
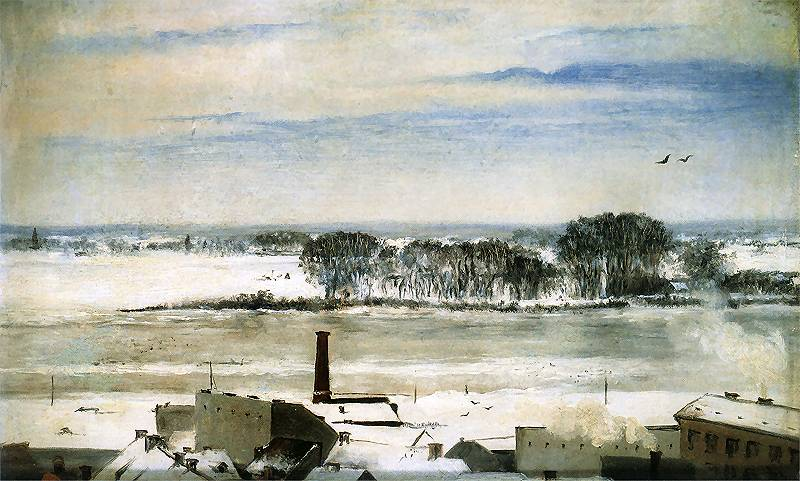
«Вид з вікна консерваторії» (1883)
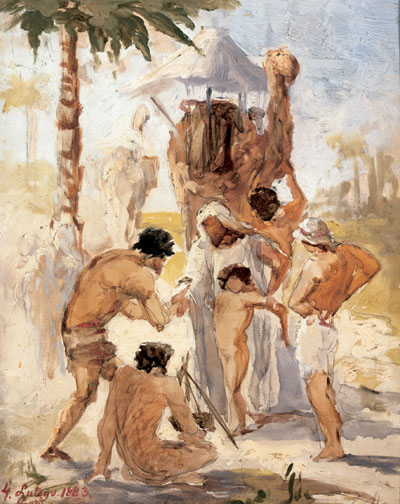
«Брати продають Йосипа» (1883)
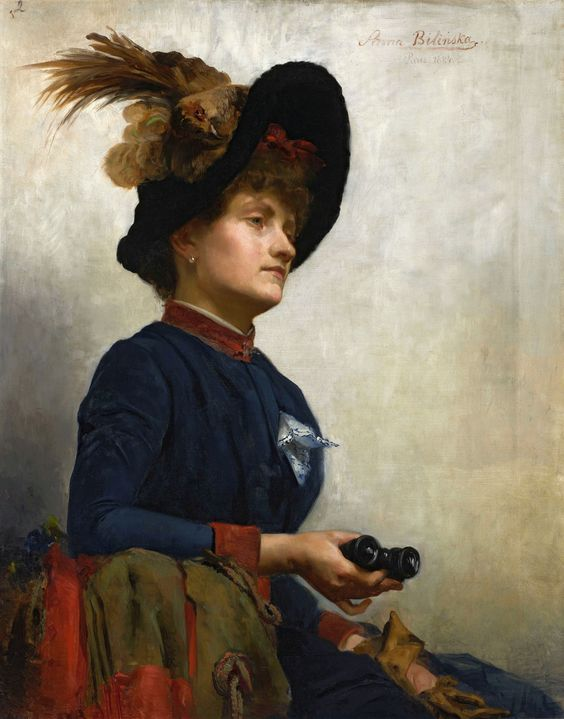
«Дама з лорнетом» (1884)
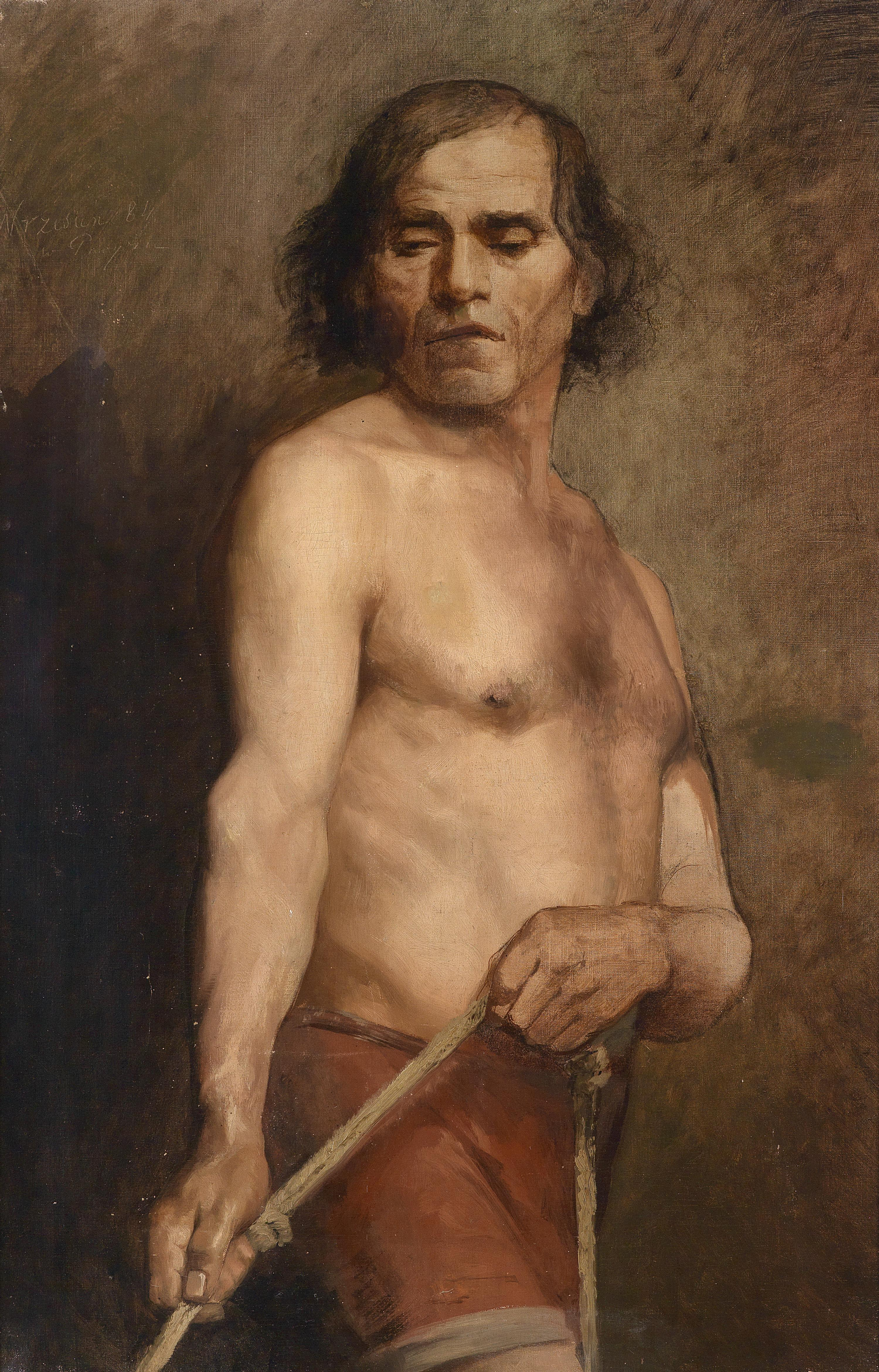
«Постать напівоголеного в роботі» (1884)
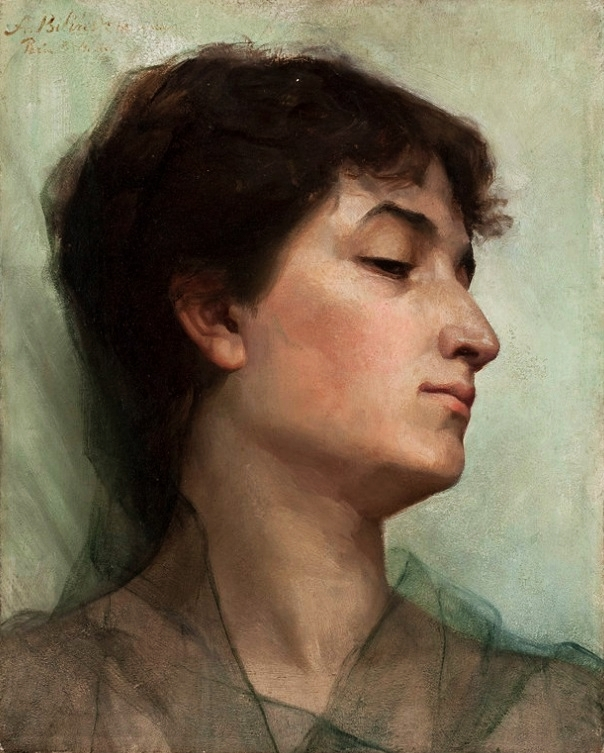
«Вивчення молодої жінки» (1884)
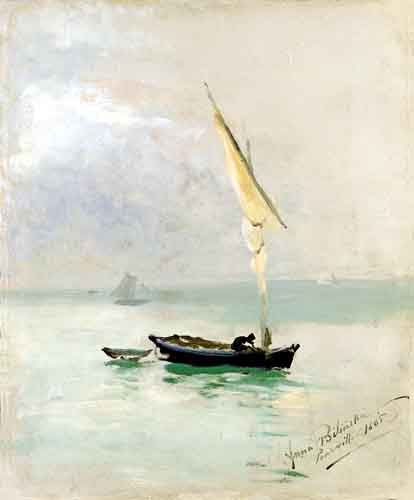
«Вітрильники в Пурвілі» (1885)
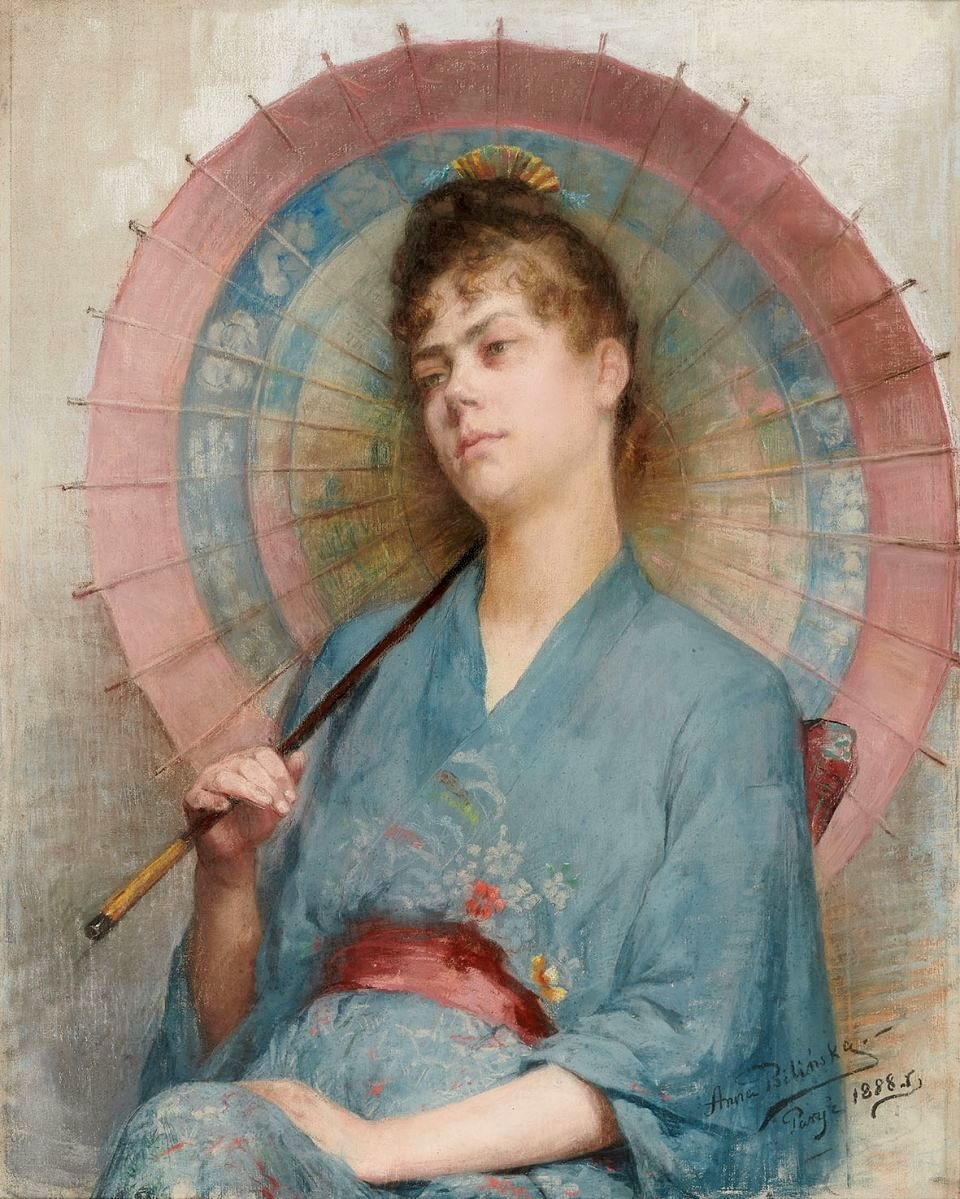
«Жінка з японською парасолею» (1885)
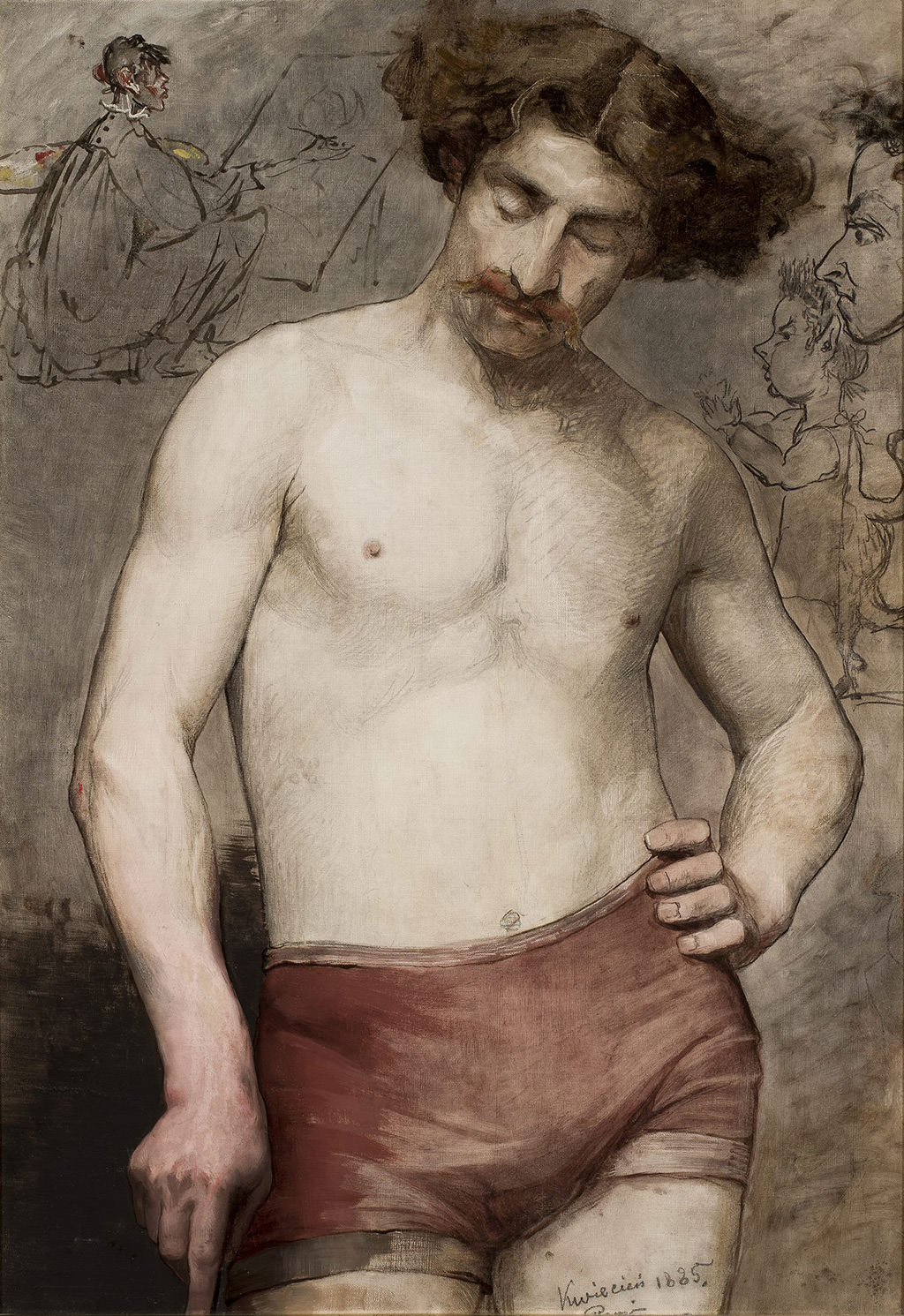
«Напіврозслаблений чоловік» (1885)
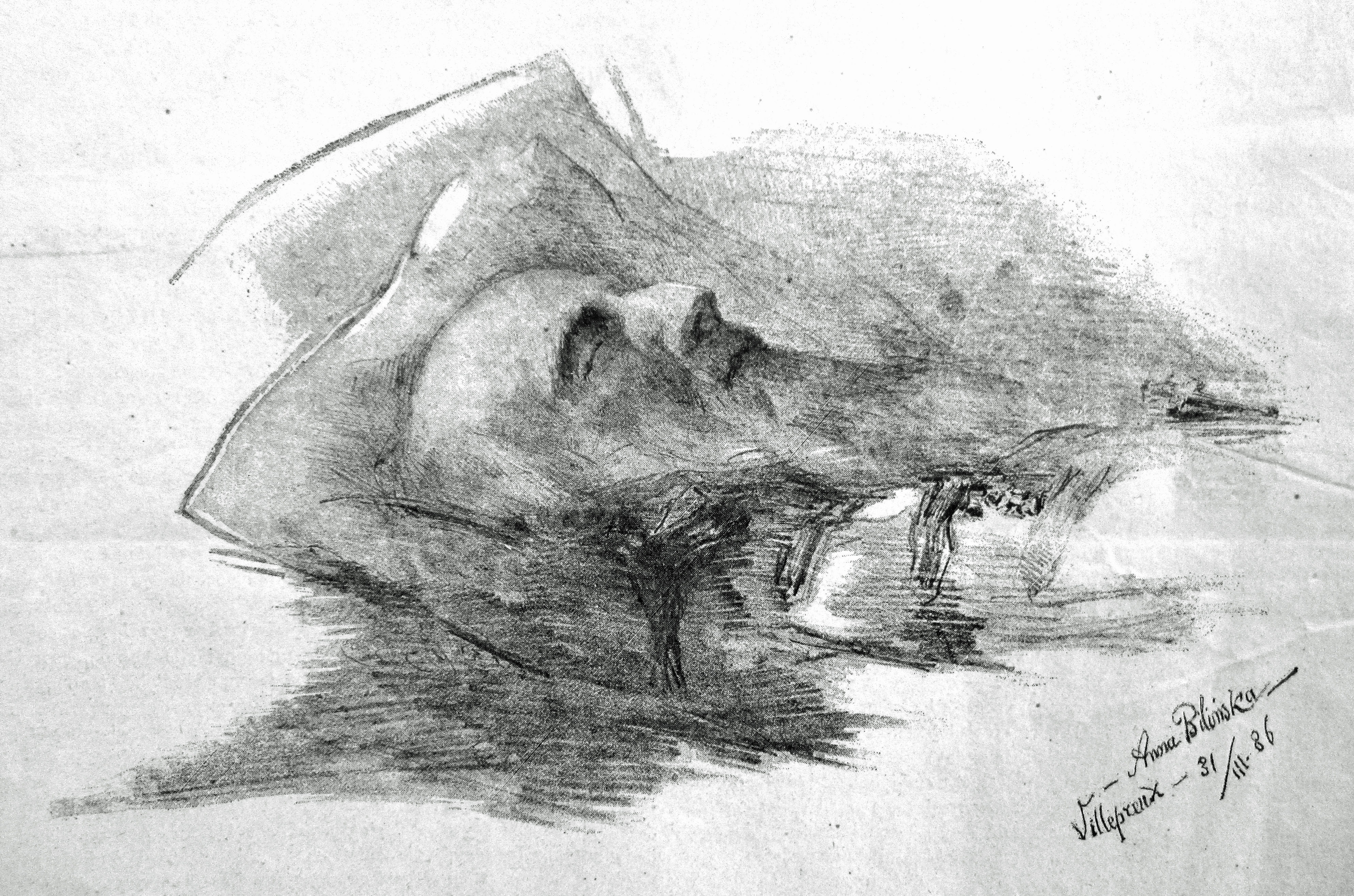
«Посмертний портрет Богдана Залеського» (31 березня 1886)
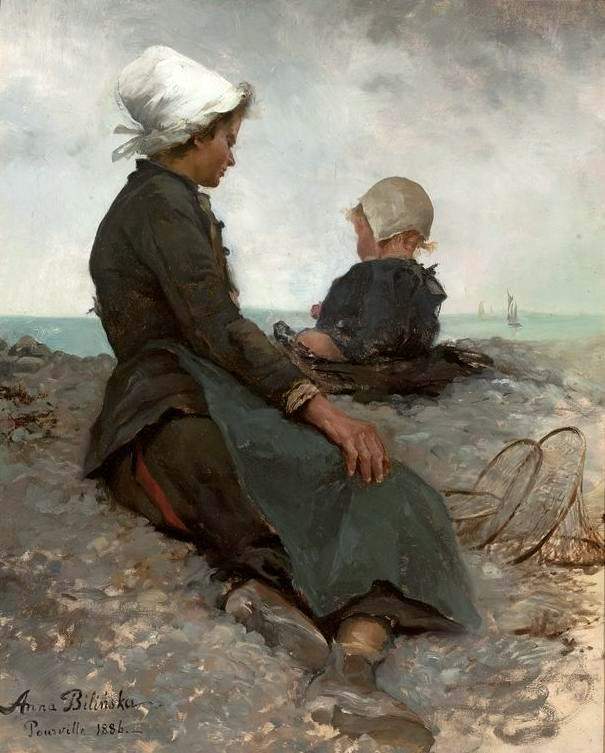
«На березі моря» (1886)
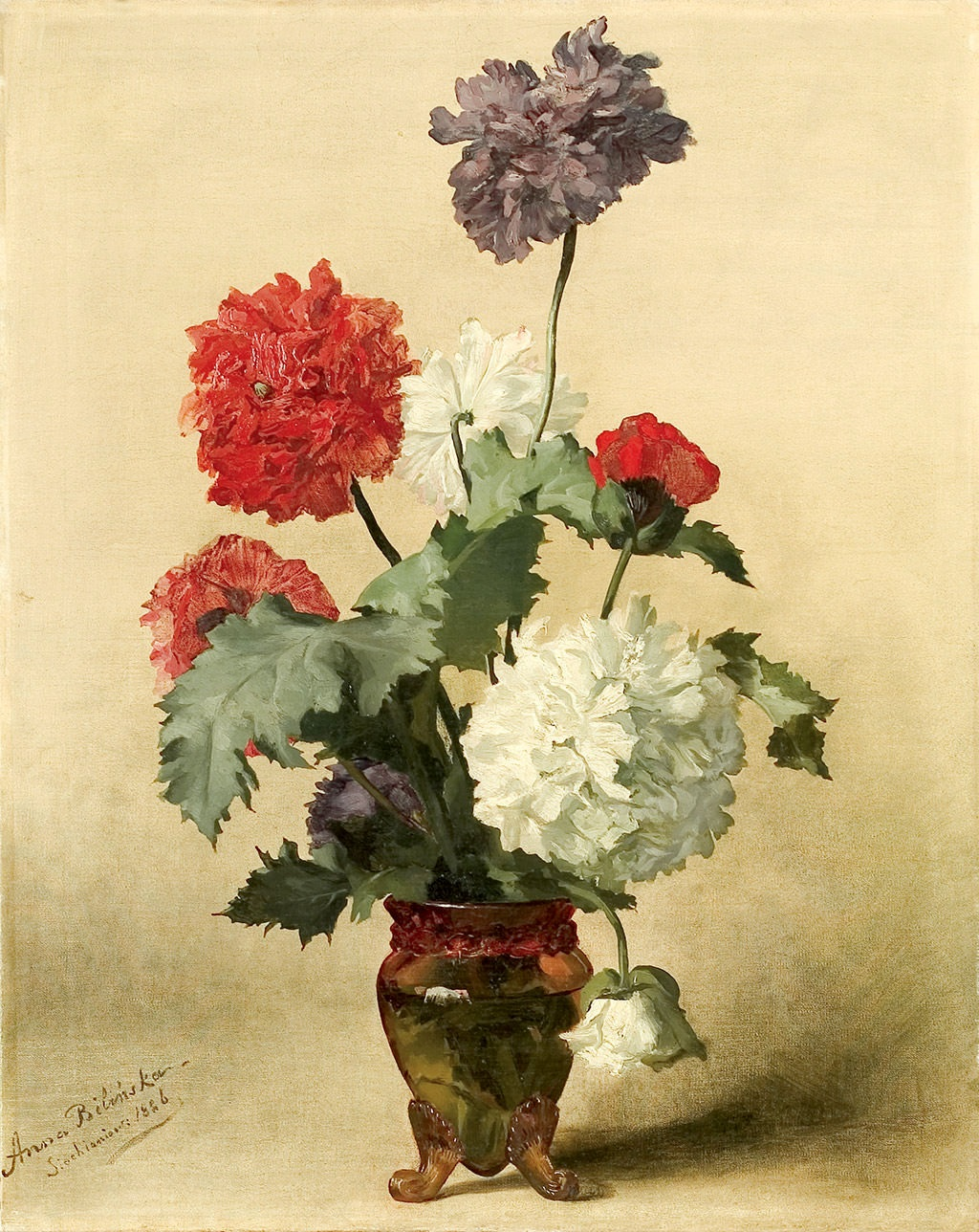
«Піонії» (1886)
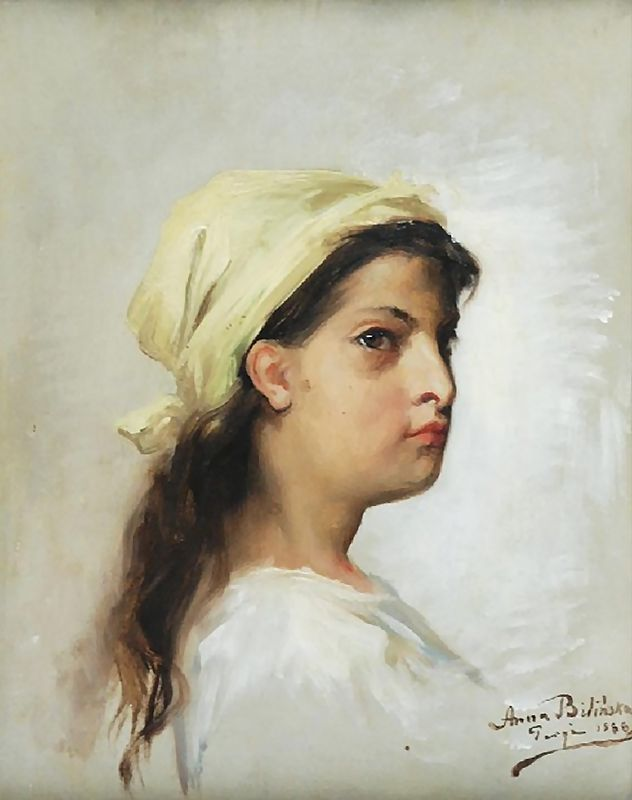
«Дівчина в хустці» (1888)
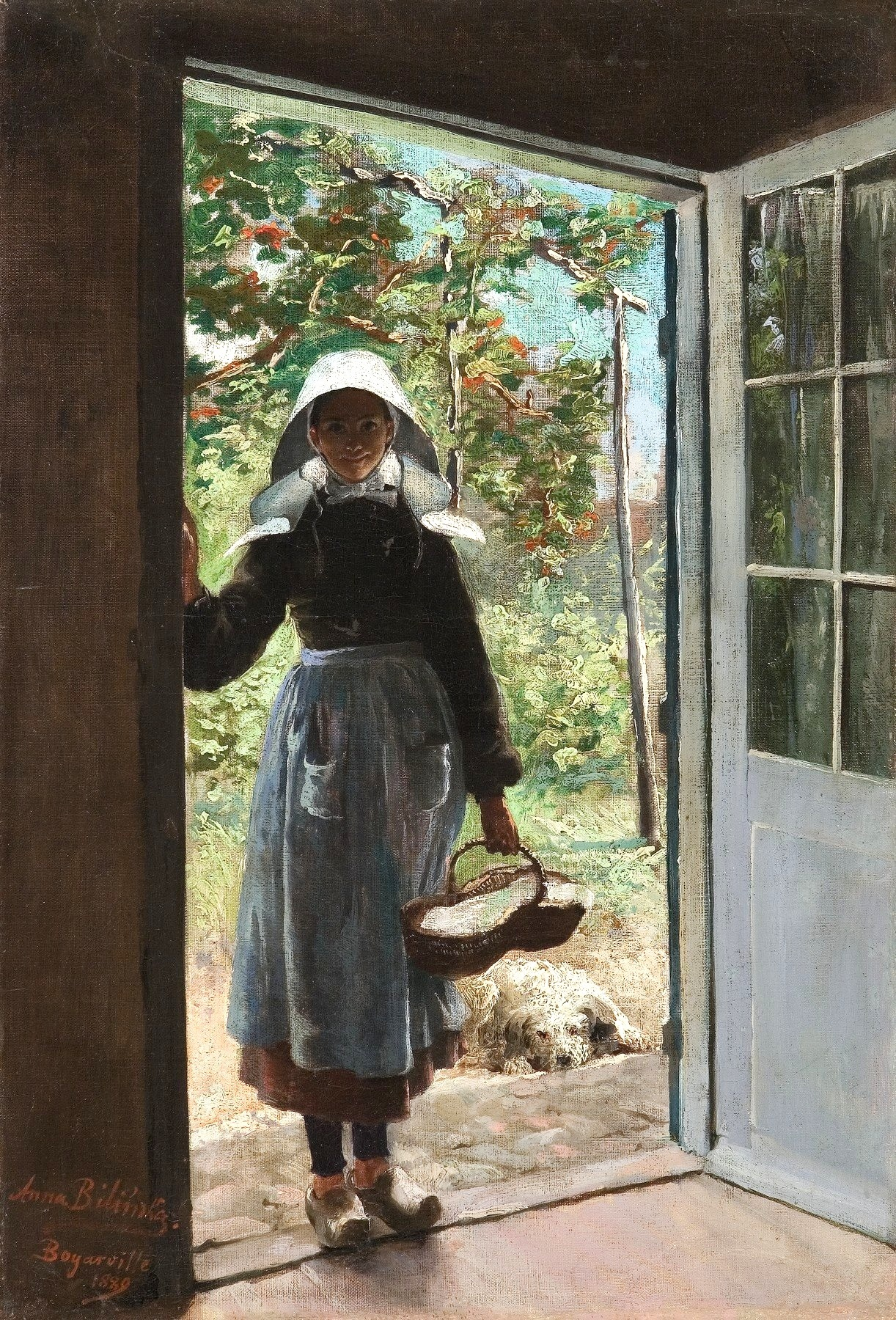
«Бретонка на порозі дому» (1889)
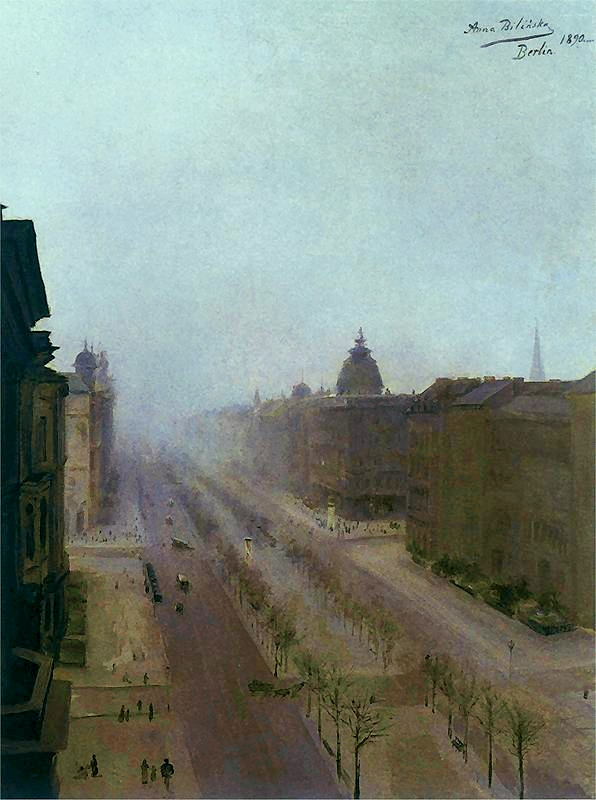
«Унтер-ден-Лінден» (1890)
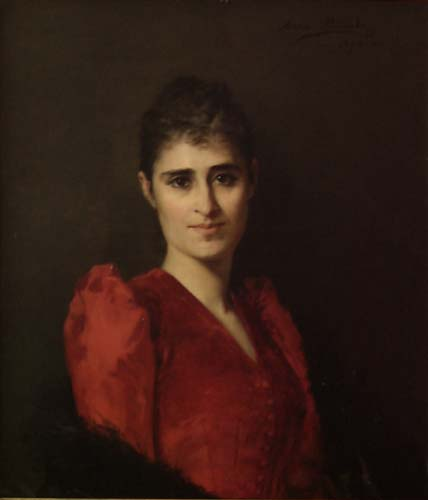
«Жінка в червоній сукні» (1890)
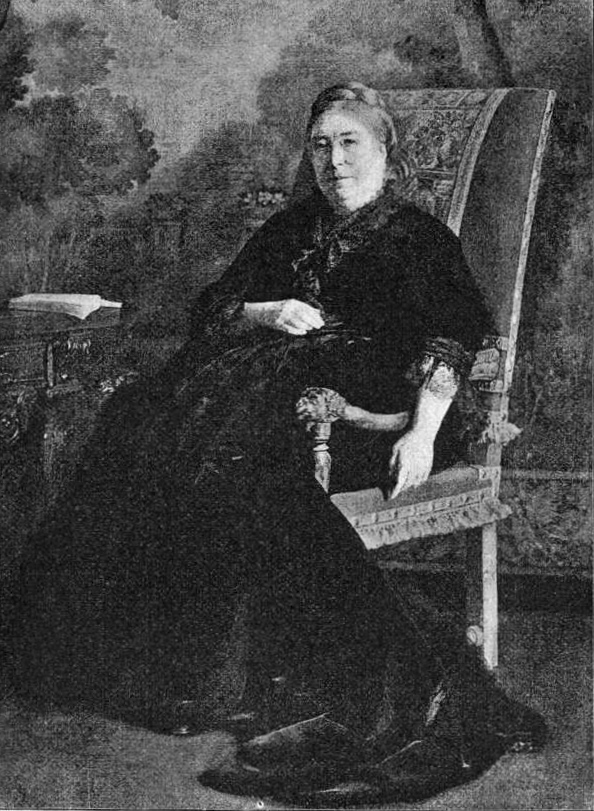
«Портрет пані М.» (1890)
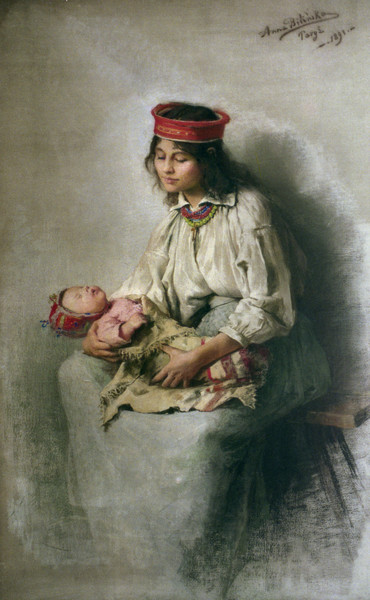
«Мати» (1891)
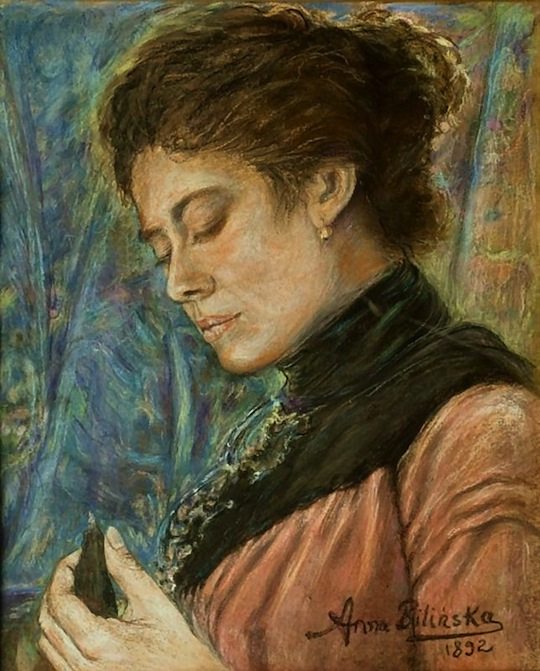
«Жінка із соловейком» (1892)
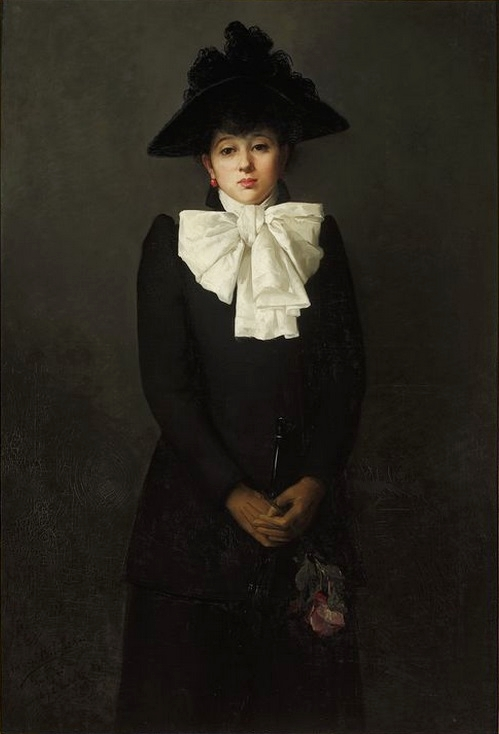
«Портрет молодої жінки з трояндою» (1892)
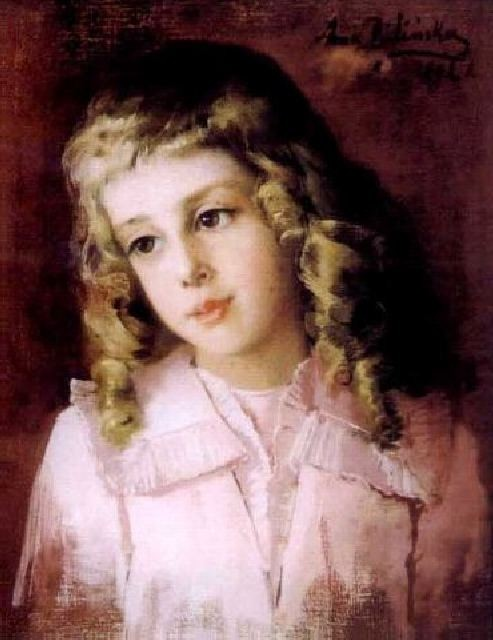
«Дівчинка з білим волоссям» (1892)
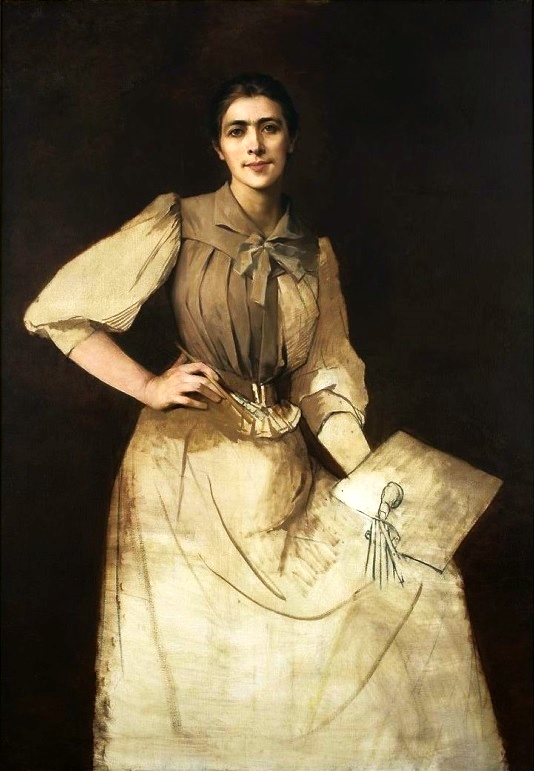
«Автопортрет» (незавершений) (1892)